# Triệu kiểu chết miền viễn Tây
Triệu kiểu chết miền viễn Tây (tiếng Anh: A Million Ways to Die in the West) là một bộ phim hài viễn Tây do Seth MacFarlane đạo diễn kiêm sản xuất, đóng chính và kiêm viết kịch bản với Alec Sulkin và Wellesley Wild. Phim có sự tham gia của Charlize Theron, Amanda Seyfried, Neil Patrick Harris, Giovanni Ribisi, Sarah Silverman và Liam Neeson. Do Media Rights Capital sản xuất và Universal Pictures phân phối, phim khởi chiếu ngày 30 tháng 5 tại Mỹ và 18 tháng 7 tại Việt Nam.